# نهائي كوبا ليبرتادوريس 1997
نهائي كوبا ليبرتادوريس 1997 هو نهائي لتحديد بطل كوبا ليبرتادوريس لعام 1997 بين سبورتنغ كريستال البيروفي وكروزيرو البرازيلي. أقيمت مباراة الذهاب في 6 أغسطس على ملعب بيرو الوطني، في حين أقيمت مباراة الإياب في 13 أغسطس على ملعب مينيراو في بيلو هوريزونتي. وانتهت بفوز فريق كروزيرو.

## الفرق المتأهلة
| فريق            | الظهور في النهائيات السابقة (بخط عريض يشير إلى الفائزين) |
| --------------- | -------------------------------------------------------- |
| سبورتنغ كريستال | -                                                        |
| كروزيرو         | 1976 ، 1977                                              |